# Юбилейный проезд (Орехово-Зуево)
Юбиле́йный проезд — улица города Орехово-Зуево, протяжённостью 0,5 км. Нумерация ведется от улицы Карла Либкнехта. Заканчивантся перекрестком с улицей Володарского и улицей Урицкого. Примерно в середине улица пересекается с улицей Гагарина.

## История
Назван в 1977 году в честь 60-летия Октябрьской революции. До этого был частью улицы Урицкого.

## Транспорт

### Городской
- № 4 — Вокзал — пос. Текстильщиков
- № 6 — Вокзал — Пансионат
- № 9 — Карболит — пос. Текстильщиков
- № 11 — Вокзал — улица Парковская
- № 12 — ул. Лапина — Вокзал — пос. Текстильщиков
- № 14 — Вокзал — СПТУ № 1
- № 16 — Вокзал — п. Текстильщиков
- № 20 — Вокзал — 5-я гор. больница
- № 111 — Вокзал — ул. Парковская.

### Пригородный
- № 27 — Орехово-Зуево — Фёдорово — Демихово
- № 29 — Орехово-Зуево — Теперки
- № 30 — Орехово-Зуево — Малая Дубна
- № 38 — Орехово-Зуево — Электрогорск
- № 39 — Орехово-Зуево — Язвищи
- № 48 — Орехово-Зуево — Большая Дубна
- № 124 — Орехово-Зуево — Покров

## Государственные учреждения
- № 5а — Операционная касса № 1556/050 («Сбербанк России»)
- № 5а — МУ «Центральная Городская библиотека им. Горького»
- № 6 — отделение почты (тел. (496) 412-71-46)